# Marie Windsor
Marie Windsor (* 11. Dezember 1919 in Marysvale, Utah, als Emily Marie Bertelsen; † 10. Dezember 2000 in Beverly Hills, Kalifornien) war eine US-amerikanische Schauspielerin.

## Leben
Geboren wurde Marie Windsor 1919 in einem kleinen Dorf im US-Bundesstaat Utah. Sie wurde 1939 zur inoffiziellen „Miss Utah“ gewählt, was ihr den Weg ins Showgeschäft ebnete. Windsor studierte Schauspielerei bei Maria Ouspenskaya und machte 1941 ihr Filmdebüt mit einer kleinen Rolle in der Komödie Unexspected Uncle. Ihre Rollen bleiben zunächst jedoch klein, weswegen sie nebenbei beim Theater und Radio sowie sogar als Telefonistin arbeitete. Erst mit ihrer Rolle im Broadway-Stück Follow The Girls konnte sie 1946 die Filmagenten wirklich auf sich aufmerksam machen. Im folgenden Jahr hatte sie ihre erste wichtige Kinorolle neben William Powell und Myrna Loy in der Kriminalkomödie Das Lied vom dünnen Mann (1947), wo sie eine reiche, aber unsympathische Figur spielte.
Marie Windsor wurde bald zu einer bekannten Schauspielerin. Sie war zwar hauptsächlich in B-Movies zu sehen, die häufig von durchwachsener oder gar schlechter Qualität waren. Doch habe sie selbst diesen Filmen oftmals ein „scheinendes Licht“ aufgesetzt und es so zu einer langen Schauspielkarriere gebracht. Besonders beliebt war die Schauspielerin in Rollen als zwielichtige Verführerin oder Gangsterbraut. Durch ihre Rollen als Femme fatale wurde sie zu einer kleinen Ikone des Film noir. In Um Haaresbreite (1952) verkörperte sie beispielsweise eine mysteriöse Frau mit Doppelidentität und in Stanley Kubricks Die Rechnung ging nicht auf (1956) war sie als durchtriebene Ehefrau zu sehen, die ihren Ehemann manipuliert und hintergeht. Neben Noir-Filmen wirkte Windsor auch in unzähligen Western und gelegentlich in Komödien, etwa bei Abbott und Costello als Mumienräuber, mit.
Marie Windsor arbeitete ab den 1950er-Jahren auch im Fernsehen und blieb auch im fortgeschrittenen Alter eine vielbeschäftigte Schauspielerin, unter anderem mit Gastauftritten in zahlreichen bekannten US-Serien der 1950er- bis 1980er-Jahre. 1991 hatte sie ihre letzte Rolle mit einem Gastauftritt in der Fernsehserie Mord ist ihr Hobby an der Seite von Angela Lansbury. Für ihre Filmarbeit besitzt Marie Windsor einen Stern auf dem Hollywood Walk of Fame.

## Filmografie (Auswahl)
- 1941: Unexpected Uncle
- 1941: All-American Co-Ed
- 1942: Joan of Paris
- 1942: Four Jacks and a Jill
- 1942: Flying with Music
- 1942: Die Spur im Dunkel (Eyes in the Night)
- 1942: Unser trautes Heim (George Washington Slept Here)
- 1943: The Iron Major
- 1944: Follow the Leader
- 1947: Liebe auf den zweiten Blick (Living in a Big Way)
- 1947: Der Windhund und die Lady (The Hucksters)
- 1947: Das Lied vom dünnen Mann (Song of the Thin Man)
- 1947: Tanz ohne Ende (The Unfinished Dance)
- 1948: Auf einer Insel mit dir (On an Island with You)
- 1948: Der Pirat (The Pirate)
- 1948: Die drei Musketiere (The Three Musketeers)
- 1948: Die Macht des Bösen (Force of Evil)
- 1949: Aufruhr in Marokko (Outpost in Morocco)
- 1949: The Beautiful Blonde from Bashful Bend
- 1949: Kopfpreis 5000 Dollar (Hellfire)
- 1949: In letzter Sekunde (The Fighting Kentuckian)
- 1950: Geheimagent in Wildwest (Dakota Lil)
- 1950: Blutrache in Montana (The Showdown)
- 1950: Revolverlady (Frenchie)
- 1951: Tödliche Pfeile (Little Big Horn)
- 1952: Japanese War Bride
- 1952: Der unsichtbare Schütze (The Sniper)
- 1952: Um Haaresbreite (The Narrow Margin)
- 1952: Tolle Texasgirls (Outlaw Women)
- 1952: Der Dschungel bebt (The Jungle)
- 1953: Der lange Texaner (The Tall Texan)
- 1953: Ärger auf der ganzen Linie (Trouble Along the Way)
- 1953: Chicago – 12 Uhr Mitternacht (City That Never Sleeps)
- 1953: Cat-Women of the Moon
- 1953: The Eddie Cantor Story
- 1954: Razzia im Chinesenviertel (Hell’s Half Acre)
- 1954: Ritter der Prärie (The Bounty Hunter)
- 1955: Abbott und Costello als Mumienräuber (Abbott and Costello Meet the Mummy)
- 1956: Vier Frauen im Sumpf (Swamp Women)
- 1956: Die Rechnung ging nicht auf (The Killing)
- 1956–1962: The Red Skelton Show (Fernsehserie, 8 Folgen)
- 1957: Das Mädchen mit den schwarzen Strümpfen (The Girl in Black Stockings)
- 1957: Mit dem Colt unterm Kissen (The Parson and the Outlaw)
- 1957: Cheyenne (Fernsehserie, 2 Folgen)
- 1957: The Story of Mankind
- 1957/1962: Maverick (Fernsehserie, 2 Folgen)
- 1958: Die letzte Kugel (Day of the Badman)
- 1958–1964: Perry Mason (Fernsehserie, 4 Folgen)
- 1959–1964: Tausend Meilen Staub (Rawhide, Fernsehserie, 3 Folgen)
- 1960: 77 Sunset Strip (Fernsehserie, Folge 2x15)
- 1960: New Orleans, Bourbon Street (Fernsehserie, 2 Folgen)
- 1960: Lassie (Fernsehserie, Folge 7x12 Ein Pudel namens Kohlkopf)
- 1961–1962: Hawaiian Eye (Fernsehserie, 4 Folgen)
- 1962: Paradise Alley
- 1963: Tu das nicht, Angelika (Critic’s Choice)
- 1964: Zwei erfolgreiche Verführer (Bedtime Story)
- 1964: Gauner gegen Gauner (The Rogues, Fernsehserie, Folge 1x14)
- 1965: Bonanza (Fernsehserie, Folge 7x12 Geiselnahme bei Sonnenuntergang)
- 1966: Die Schreckenskammer (Chamber of Horrors)
- 1966: Batman (Fernsehserie, 2 Folgen)
- 1968: FBI (The F.B.I., Fernsehserie, Folge 4x12)
- 1968/1974: Mannix (Fernsehserie, 2 Folgen)
- 1969: Die Letzten vom Red River (The Good Guys and the Bad Guys)
- 1971: Heißes Gold aus Calador (One More Train to Rob)
- 1971: Latigo (Support Your Local Gunfighter)
- 1971: Hawaii Fünf-Null (Hawaii Five-O, Fernsehserie, Folge 4x03)
- 1971: Rauchende Colts (Gunsmoke, Fernsehserie, Folge 17x07)
- 1971–1973: Adam-12 (Fernsehserie, 3 Folgen)
- 1972: Alias Smith und Jones (Alias Smith and Jones, Fernsehserie, Folge 3x02)
- 1973: Barnaby Jones (Fernsehserie, Folge 1x13)
- 1973: Geier kennen kein Erbarmen (Cahill U.S. Marshal)
- 1973: Revolte in der Unterwelt (The Outfit)
- 1975: Ins Herz des wilden Westens (Hearts of the West)
- 1976: Dr. med. Marcus Welby (Marcus Welby, M.D., Fernsehserie, Folge 7x19)
- 1976: Ein ganz verrückter Freitag (Freaky Friday)
- 1978–1979: Drei Engel für Charlie (Charlie’s Angels, Fernsehserie, 2 Folgen: 3x05 Tod auf der Schönheitsfarm, 4x05 Der falsche Bräutigam)
- 1979: Fantasy Island (Fernsehserie, Folge 2x14)
- 1979: Brennen muss Salem (Salem’s Lot, Miniserie)
- 1979/1980: Lou Grant (Fernsehserie, 2 Folgen)
- 1980: Der unglaubliche Hulk (The Incredible Hulk, Fernsehserie, Folge 3x14)
- 1983–1987: Simon & Simon (Fernsehserie, 3 Folgen)
- 1984: Agentin mit Herz (Scarecrow and Mrs. King, Fernsehserie, Folge 1x11)
- 1987: Commando Squad
- 1987/1991: Mord ist ihr Hobby (Murder, She Wrote, Fernsehserie, 2 Folgen)
- 1988: Flugzeugträger U.S.S. Georgetown (Supercarrier, Fernsehserie, eine Folge)
- 1990: The New Adam-12 (Fernsehserie, Folge 1x07 Follow Home)